# Enclave linguístico
Enclave linguístico ou ilha linguística é com são conhecidas as áreas onde o idioma falado difere do idioma usado no território circundante.

## Exemplos

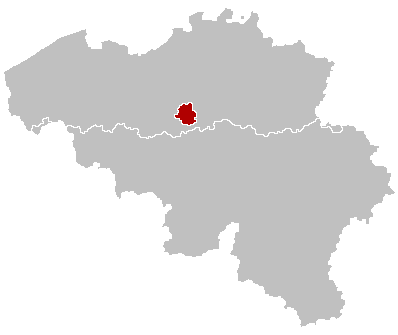
Bruxelas, cidade francófona na região flamenga da Bélgica.
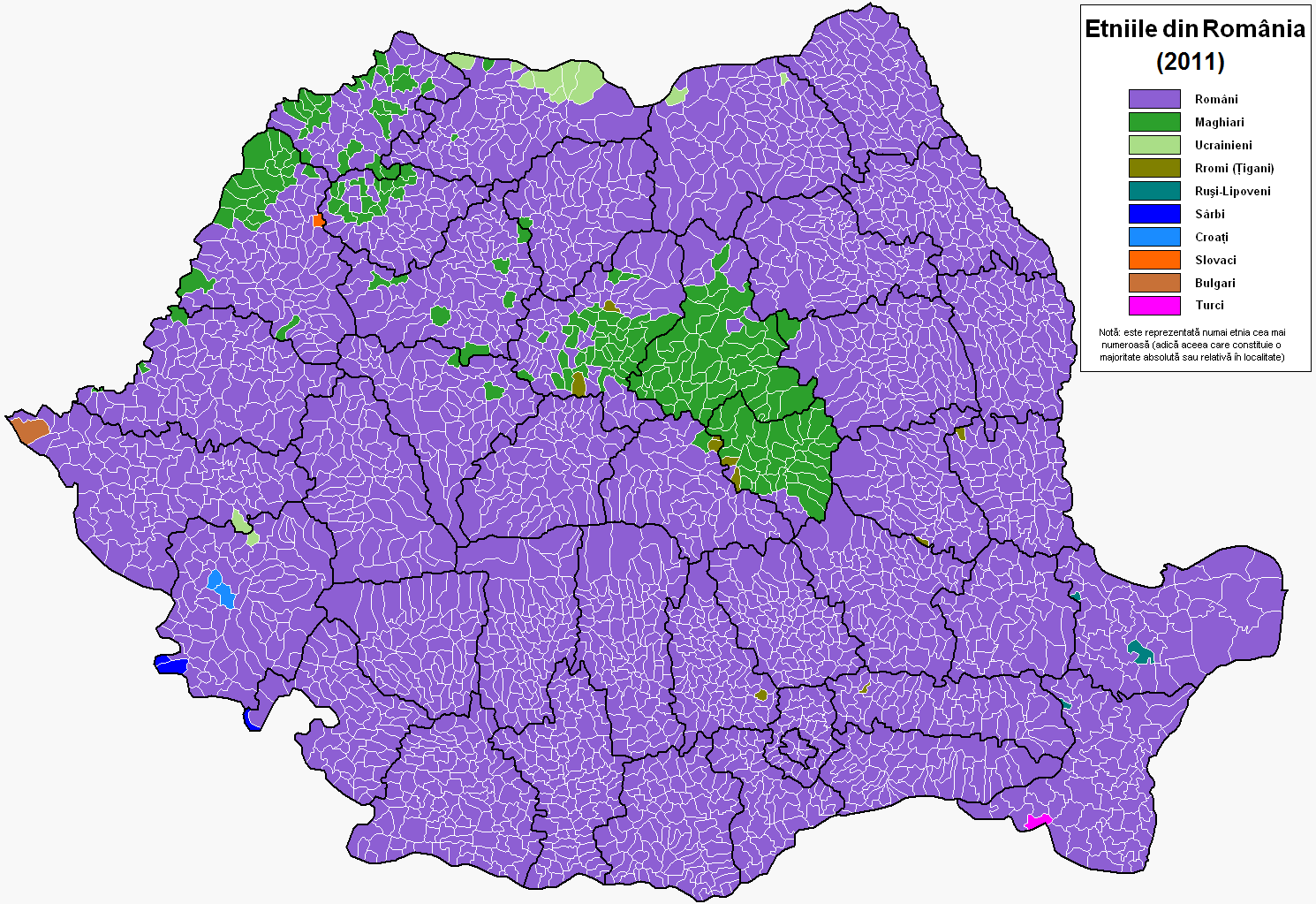
Língua húngara na Romênia
Línguas sorábias na Alemanha